# 北前船主の館・右近家
北前船主の館・右近家（きたまえせんしゅのやかた うこんけ）は、福井県南条郡南越前町河野（旧河野村）にある町立の資料館。元北前船主の右近権左衛門家の旧宅等を改修し、同家より寄託された北前船の資料等を展示している。1989年（平成元年）開館。

## 歴史

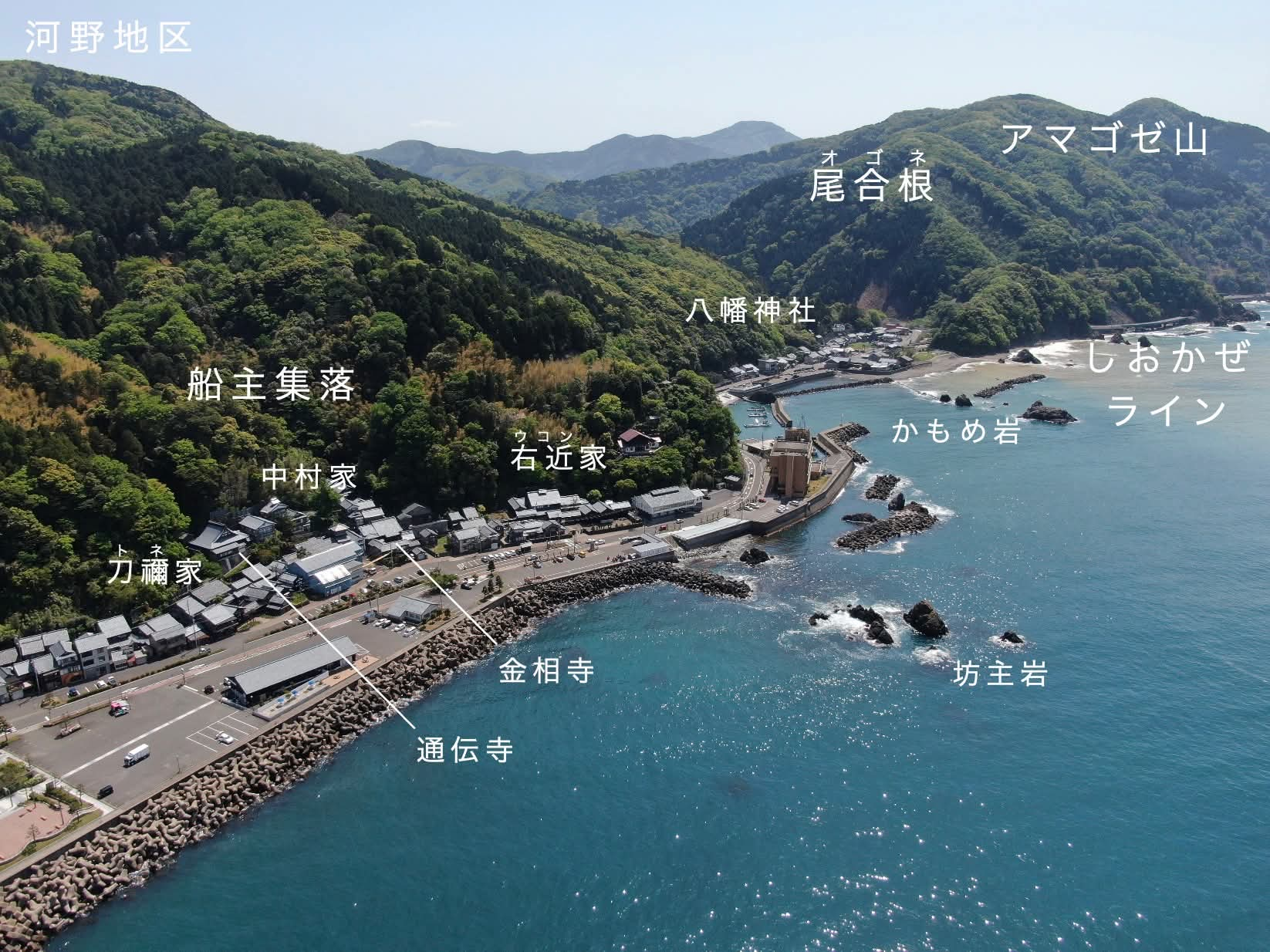
河野浦

### 右近権左衛門家
右近権左衛門家は、江戸時代初期の延宝8年（1680年）、河野浦の金相寺3代目住職漸祐が、4代目となる専祐の弟を寺の養女と縁組させ、田畑山林とともに船1隻を与えて分家させたことに始まる。代々の右近家の船は、他の河野浦の者と同様に、近江商人の荷所船として松前蝦夷地と敦賀等を結ぶ日本海を往復していたと思われる。しかし18世紀半ば過ぎから近江商人の荷所船として活動するかたわら、自ら商品を仕入れ販売する買積み商いも行うようになっていった。
文化13年（1816年）生まれの9代目右近権左衛門によって右近家は大きく飛躍した。9代目は従来から右近家が所有していた廻船に加え、同郷で姻戚関係にある中村三郎右衛門家や、商取引のあった大坂の問屋商人と廻船を共同経営する積極経営を展開し、次々と廻船を増やしていった。先代の8代目権左衛門の亡くなった嘉永6年（1853年）時点で右近家所有廻船は3隻、利益が約1,600両だったのに対して、10年後の文久3年（1863年）には廻船数11隻、利益は12,000両余に達している。

## 歴代当主

### 10代目右近権左衛門
10代目右近権左衛門（1853年〈嘉永6年〉9月17日 - 1916年〈大正5年〉2月9日）は、明治期の実業家。1896年（明治29年）に日本海上保険（損保ジャパン日本興亜の前身）を設立。。

### 11代右近権左衛門
11代右近権左衛門（1889年〈明治22年〉 - 1966年〈昭和41年〉4月27日）は、日本の実業家。慶應義塾大学理財科卒業。日本海上保険社長、日本火災海上保険会長を務めた。

## 利用案内
- 開館時間
  - 午前9時から午後4時
- 休館日
  - 毎週水曜日および年末・年始（12月29日～1月3日）
- 観覧料
  - 大人（一般・大学・高校） - 500円
  - 大人団体 - 450円
  - 小人（小中学校）  -300円
  - 小人団体 - 270円
- アクセス
  - ハピラインふくい線武生駅から福鉄バス河野経由越前海岸行きで32分「河野」下車すぐ
  - 北陸自動車道敦賀ICから車で30分または南条サービスエリアICから車で20分